# Landgericht Frankenthal (Pfalz)
Das Landgericht Frankenthal (Pfalz) ist ein Gericht der ordentlichen Gerichtsbarkeit und eines von acht Landgerichten in Rheinland-Pfalz. Es hat seinen Sitz in der kreisfreien Stadt Frankenthal (Pfalz).

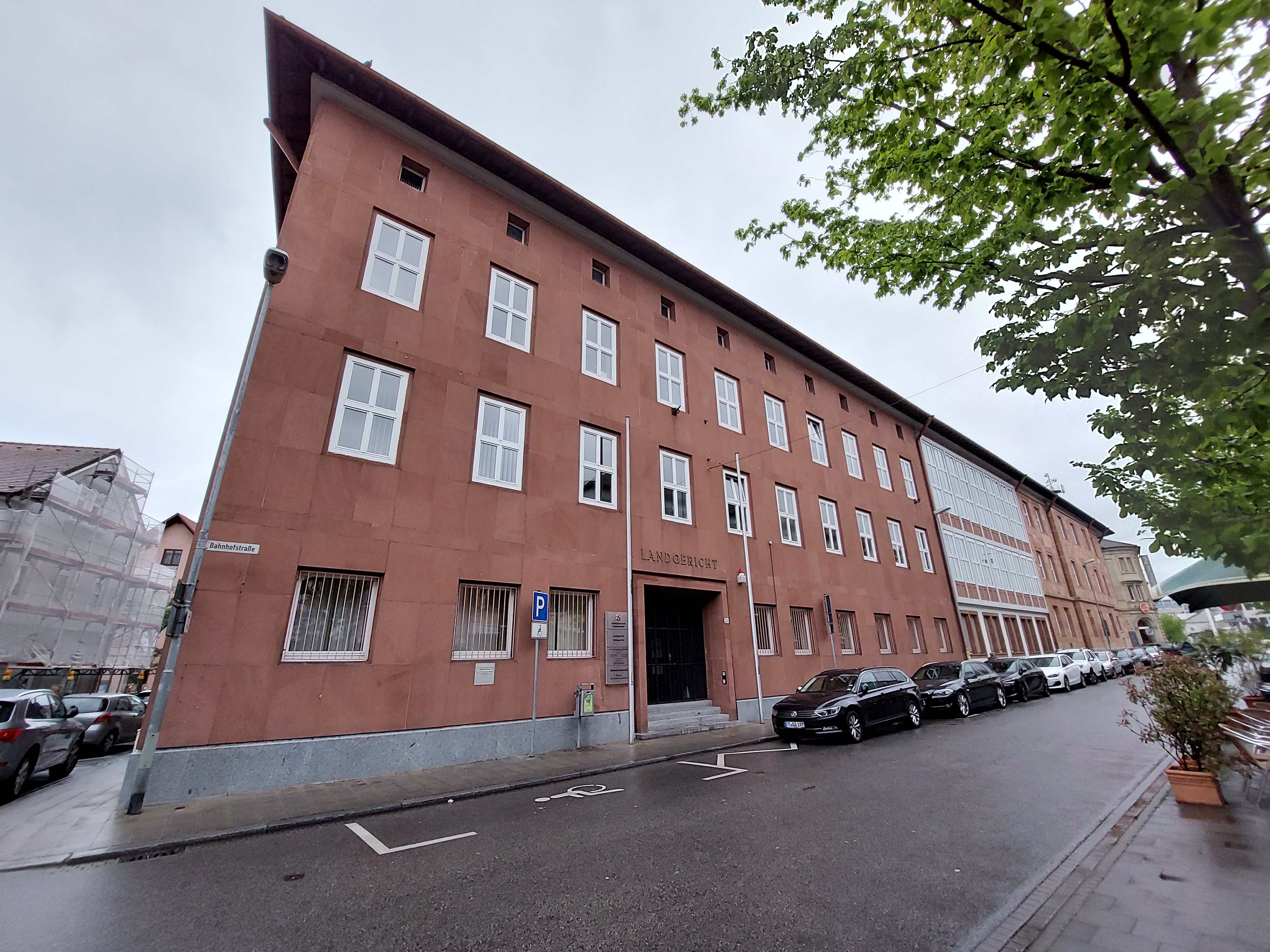
Justizzentrum Frankenthal (Pfalz)

## Geschichte
Nach der Übergabe eines Teils der linksrheinischen Gebiete an das Königreich Bayern nach dem Wiener Kongress 1815 verlegte dieses das in Speyer bestehende Kreisgericht am 14. November 1816 nach Frankenthal, das dort als Bezirksgericht arbeitete.
Durch das Gerichtsverfassungsgesetz vom 27. Januar 1877, Bestandteil der Reichsjustizgesetze, wurde die Justizverfassung im Deutschen Reich vereinheitlicht, auch die Bezeichnungen der Gerichte. Das „Bezirksgericht Frankenthal“ erhielt zum 1. Oktober 1879 die Bezeichnung „Landgericht Frankenthal“. Auch die ihm zugeordneten Gerichte erhielten deshalb neue Bezeichnungen: Aus den Stadt- und Landgerichten wurden Amtsgerichte.
Seit der Errichtung des Landes Rheinland-Pfalz am 30. August 1946 ist dieses Bundesland Gerichtsträger des Landgerichts Frankenthal (Pfalz).

### Landesarbeitsgericht Frankenthal
Gemäß Arbeitsgerichtsgesetz vom 23. Dezember 1926 wurden in Deutschland Arbeitsgerichte gebildet. Diese waren nur in der ersten Instanz organisatorisch selbstständige Gerichte, die Landesarbeitsgerichte waren den Landgerichten zugeordnet. Am Landgericht Frankenthal entstand so 1927 das Landesarbeitsgericht Frankenthal als eines von 23 Landesarbeitsgerichten in Bayern. Sein Sprengel umfasste die Arbeitsgerichte Bergzabern,  Dürkheim, Frankenthal, Germersheim, Grünstadt, Kandel, Landau, Ludwigshafen, Neustadt an der Haardt und Speyer.
Nach der Besetzung Deutschlands durch die Alliierten wurden 1945 zunächst alle Gerichte geschlossen. Die ordentlichen Gerichte wurden schon bald wieder eröffnet, während die Arbeitsgerichte zunächst nicht wieder eingerichtet wurden, so dass arbeitsgerichtliche Streitigkeiten von den ordentlichen Gerichten erledigt werden mussten. Gemäß Kontrollratsgesetz 21 vom 30. März 1946 sollten in Deutschland Arbeitsgerichte aufgebaut werden. Mit dem Gesetz zur Errichtung von Arbeitsgerichten und das Verfahren in Arbeitsgerichtsstreitigkeiten vom 6. November 1947 sowie der Landesverfügung über die Errichtung der Arbeitsgerichte und die örtliche Abgrenzug der Arbeitsgerichtsbezirke vom 15. März 1948 wurde eine neue Rechtsgrundlage geschaffen. Das Arbeitsgericht Frankenthal entstand dabei nicht neu.

## Gerichtsgebäude
Das Landgericht Frankenthal übernahm den Sitz der Vorgängereinrichtung, des Bezirksgerichts Frankenthal, das ehemalige Hospizgebäude der Stadt, wo es sich auch weiterhin befindet. Heute wird die Anlage als „Justizzentrum“ bezeichnet und hat die Adresse Bahnhofsstraße 33.

## Instanzenzug
Dem Landgericht Frankenthal (Pfalz) ist das Pfälzische Oberlandesgericht Zweibrücken mit Sitz in Zweibrücken übergeordnet.
Zum Gerichtsbezirk des Landgerichts Frankenthal (Pfalz) gehören die Amtsgerichte
- Bad Dürkheim,
- Frankenthal (Pfalz),
- Grünstadt,
- Ludwigshafen,
- Neustadt an der Weinstraße und
- Speyer.

Der Gerichtsbezirk umfasst etwa 600.000 Einwohner. Er ist sowohl hinsichtlich der Zahl der Einwohner als auch der Zahl der zugeordneten Amtsgerichte der größte im Bezirk des Pfälzischen Oberlandesgerichts Zweibrücken.